# Fort de Vaise
Le fort de Vaise est un ouvrage de la première première ceinture de fortifications de Lyon, construite entre 1834 et 1848. Il est à ce jour la propriété de la Fondation Renaud.

## Histoire

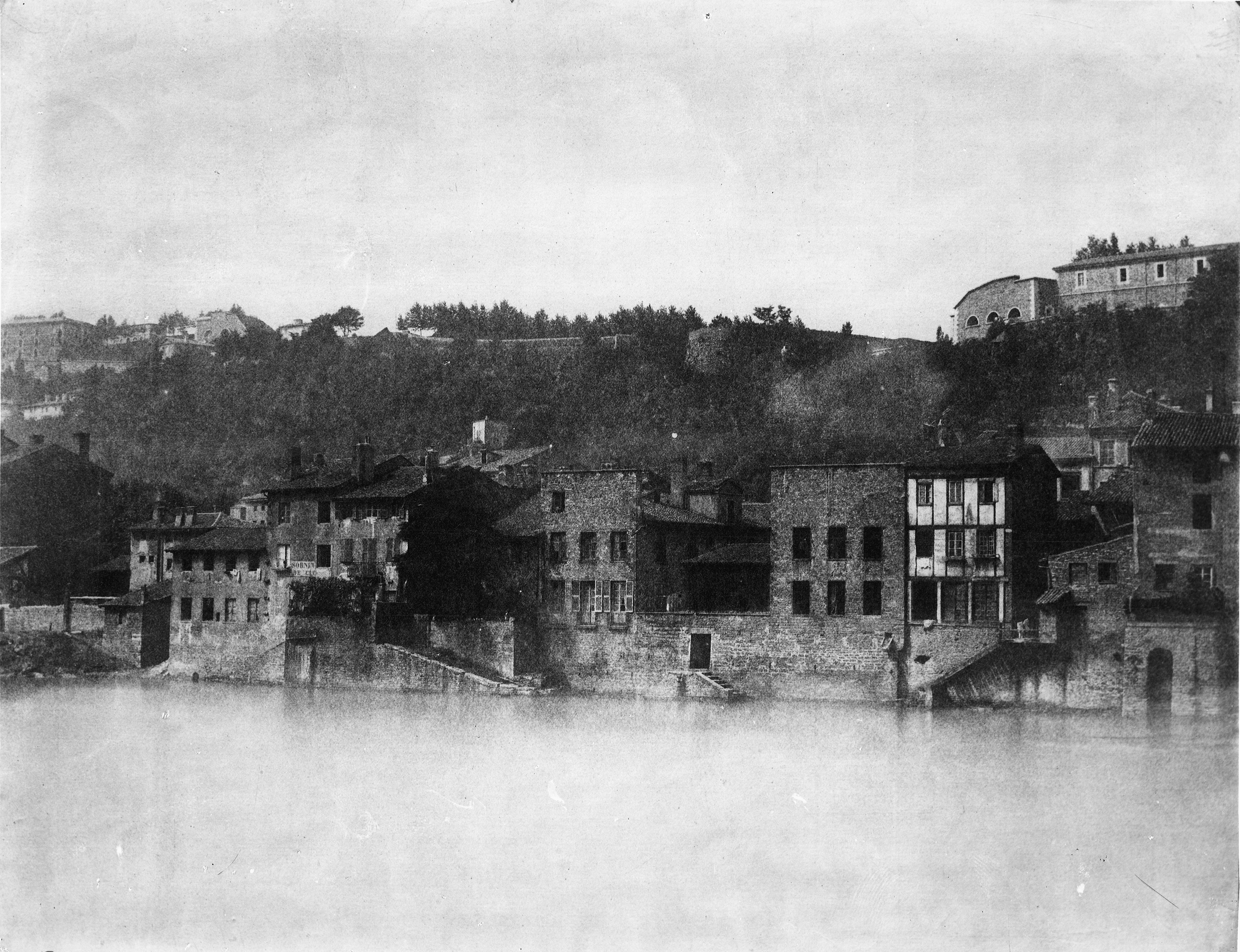
Les Forts de Vaise et de Loyasse en 1852.

Le Fort de Vaise a été construit sous la commande d'Hubert Rohault de Fleury mandaté au début du XIXème siècle pour protéger la ville de Lyon des attaques ennemies. C'est lui-même qui lance le projet de la première ceinture de fortifications. 
Ce Fort était considéré comme moins important que les autres par sa taille car il ne pouvait héberger que 60 hommes. Cependant son placement stratégique était très important, car il complétait les forts Saint-Jean et Loyasse. 
L'alignement de ces forts créait une barrière militaire sur la Saône, cours d'eau susceptible d'être utilisée par l'ennemi pour entrer dans Lyon.
L'entrée était protégée par des meurtrières, masquant un long tunnel fermé de 2 lourdes portes en chêne.
En 1968, Louis Pradel, le maire de Lyon entreprend une vaste opération de voirie permettant la création de l'actuel boulevard Saint-Exupéry et menace de destruction le Fort.  En 1970, les frères Renaud (Serge et Jean-Jacques), tous deux amoureux du patrimoine le rachètent à la ville pour le restaurer. 
Vers 1982, les travaux donnent lieu à une extension du Fort grâce à une partie moderne adjointe à l'ancienne. Elle accueillera une vingtaine de locataires dont les derniers partiront vers 2014/2015.
En 1990 est organisée la toute première exposition en l'honneur d'un peintre ami des Renaud : Joannès Veimberg. En 1994, Serge et Jean-Jacques décident de créer la Fondation Renaud, reconnue d'utilité publique en 1995. La Fondation est depuis ce jour implantée au Fort de Vaise.
Aujourd'hui, il reste encore des parties anciennes du Fort :
- La partie basse de la caserne
- Quelques casemates
- Des fragments d'escarpes.

## Aujourd'hui

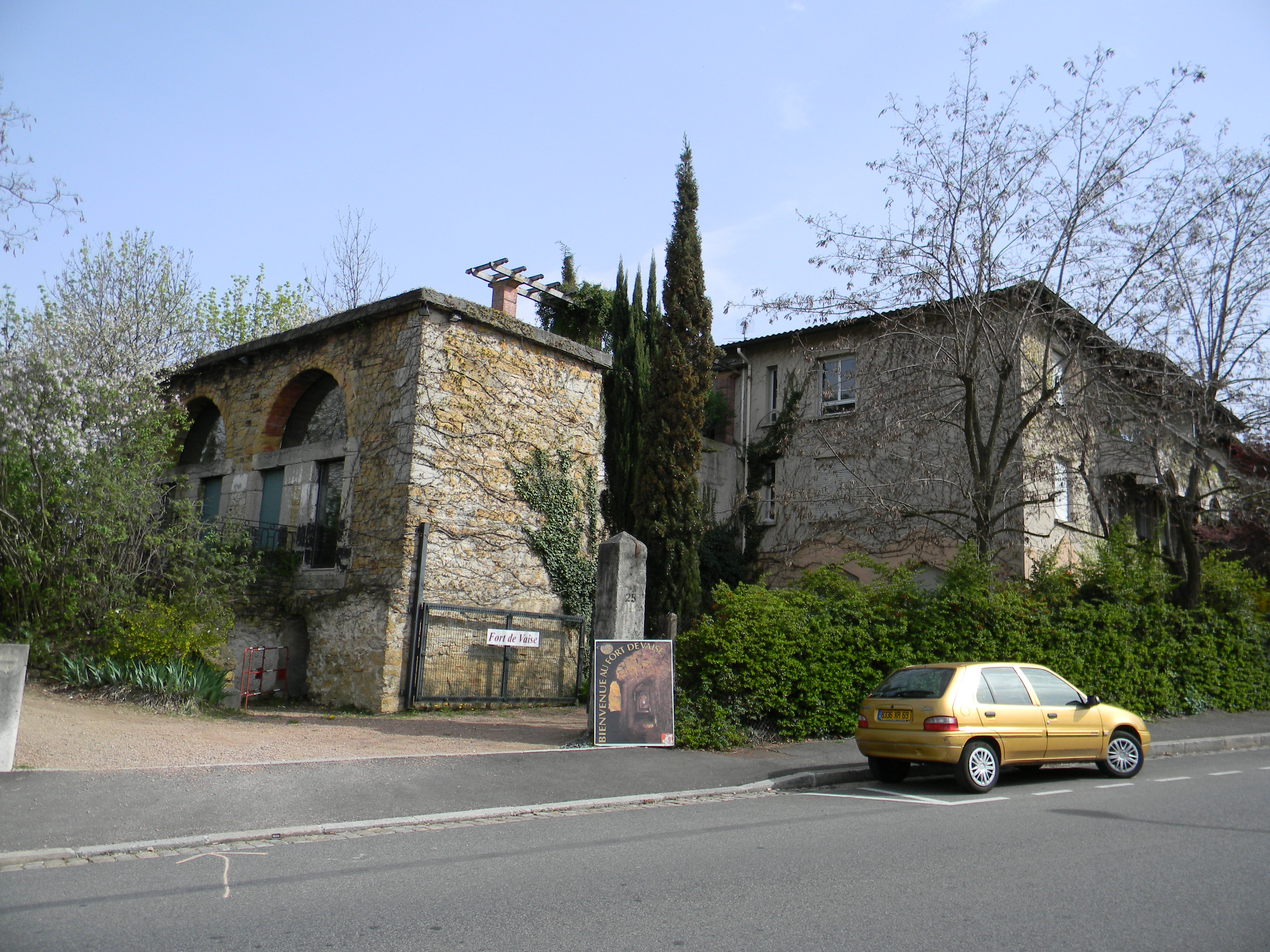
Une partie du Fort de Vaise vue depuis le boulevard Antoine de Saint-Exupéry

Aujourd'hui, la Fondation Renaud organise toujours des expositions au Fort de Vaise. Elles mettent en lumière les collections de la famille. Des collections composées d'objets et d'œuvres d'artistes lyonnais. 
Il est possible de visiter le Fort, notamment pendant les temps d'expositions et lors des grands rendez-vous culturels annuels comme les Journées européennes du patrimoine.
L'association OCRA-Lyon (Organisation pour la Connaissance et la Restauration d'Au-dessous terre) propose des visites régulières de la galerie souterraine.  
La société Studio 33, elle, s'occupe de la privatisation des lieux pour les entreprises.  

## Altimétrie

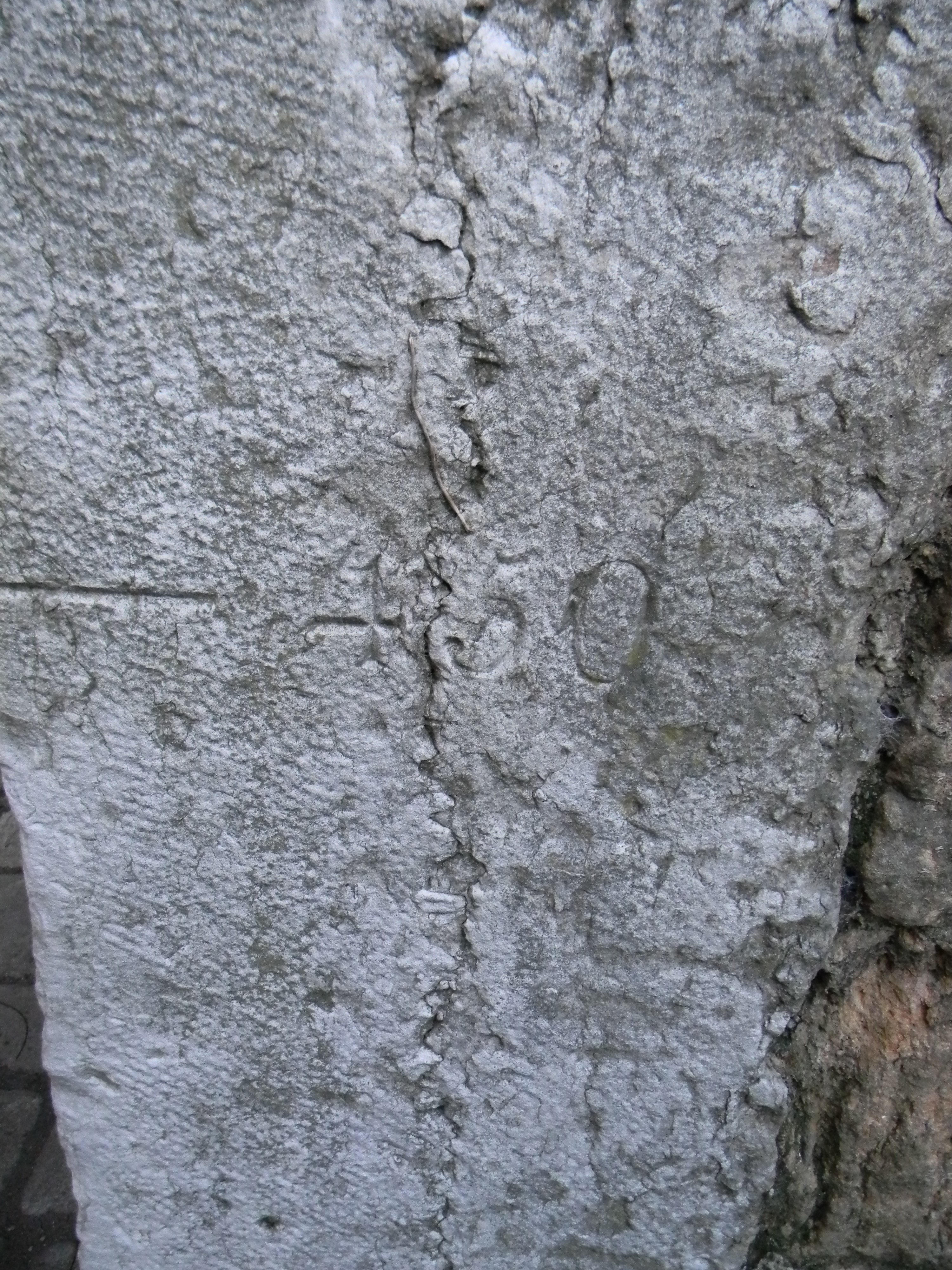
Altitude présentée à l'entrée du fort.

Dans la partie basse droite de l'entrée du fort Saint-Irénée se voit gravé le nombre 380 précédé d'un trait horizontal placé à un mètre du sol, il s'agirait de l'altitude en pieds qui avait pour référence un règle située sur le quai de Saône, à proximité du pont Bonaparte.
Ce mode de calcul est inapplicable pour le nombre gravé sur l'entrée du fort de Vaise (450) car le fort de Saint-Irénée est plus haut (une plaque de l'IGN indiquant 280 m) que celui de Vaise (210 m). Une étude menée par l’ASSIL (ASsociation des SItes de Loyasse) démontre que le nombre inscrit n'est pas en pieds, mais il s'agirait plutôt d'une altitude négative par rapport à un point haut, calculé à 660 m, correspondant peut-être au fort du Mont Verdun placé à 625 m.
Pour étayer cette thèse, d'autres mesures ont été prises par les membres de cette association avec les ouvrages comportant une inscription de ce type ; l'addition des altitudes gravées et relevées grâce à l'IGN, que ce soit par la présence d'une plaque ou à partir d'un plan, indique toujours 660 m.
| Nom du fort            | Inscription | Altitude IGN | Inscription + Altitude IGN |
| ---------------------- | ----------- | ------------ | -------------------------- |
| Fort de la Vitriolerie | 493 m       | 167,125 m    | 660 m                      |
| Fort de Vaise          | 450 m       | 210 m        | 660 m                      |
| Fort de Loyasse        | 389 m       | 271 m        | 660 m                      |
| Fort Saint-Irénée      | 380 m       | 280,173 m    | 660 m                      |
| Lunette du Fossoyeur   | 379 m       | 281 m        | 660 m                      |